# Liste der Wappen in der Provinz Massa-Carrara
Die Liste der Wappen in der Provinz Massa-Carrara zeigt die Wappen der 17 Gemeinden in der Provinz Massa-Carrara der Toskana in der Republik Italien. In dieser Liste sind die Wappen jeweils mit einem Link auf die Gemeinde angezeigt.

## Wappen der Provinz Massa-Carrara

Provinz Massa-Carrara
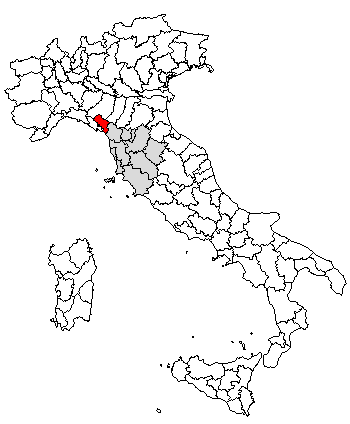
Lage in Italien

## Wappen der Gemeinden der Provinz Massa-Carrara

Aulla
Bagnone
Carrara
Casola in Lunigiana
Comano
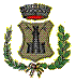
Filattiera
Fivizzano
Fosdinovo
Licciana Nardi
Massa
Montignoso
Mulazzo
Podenzana
Pontremoli
Tresana
Villafranca in Lunigiana
Zeri